# 1592 Mathieu
1592 Mathieu eller 1951 LA är en asteroid i huvudbältet, som upptäcktes den 1 juni 1951 av den belgiske astronomen Sylvain Arend i Uccle. Den har fått sitt namn efter ett barnbarn till upptäckaren.
Asteroiden har en diameter på ungefär 13 kilometer.